# CHL Import Draft 2012
CHL Import Draft 2012 – 21. draft CHL w historii. Łącznie wybrano 77 zawodników (przewidziano 120 wyborów).

## Wybrani
Pozycje: B – bramkarz, LO – lewy obrońca, PO – prawy obrońca, C – center, LS – lewoskrzydłowy, PS – prawoskrzydłowy

Ligi: OHL – Ontario Hockey League, QMJHL – Quebec Major Junior Hockey League, WHL – Western Hockey League

### Runda 1
| #  | Zawodnik (pozycja)       | Pochodzenie | Klub macierzysty        | Klub wybierający (liga)              |
| -- | ------------------------ | ----------- | ----------------------- | ------------------------------------ |
| 1  | Iwan Barbaszow (C)       | Rosja       | HK MWD Bałaszycha       | Moncton Wildcats (QMJHL)             |
| 2  | Leon Draisaitl (C)       | Niemcy      | Jungadler Mannheim U18  | Prince Albert Raiders (WHL)          |
| 9  | Nikita Zadorow (LO)      | Rosja       | Krasnaja Armija Moskwa  | London Knights (OHL)                 |
| 12 | Siergiej Tołczinski (LS) | Rosja       | Krasnaja Armija Moskwa  | Sault Ste. Marie Greyhounds (OHL)    |
| 22 | Dmitrij Jaškin (LS)      | Czechy      | Slavia Praga            | Moncton Wildcats (HL)                |
| 26 | Oliver Bjorkstrand (PS)  | Dania       | Herning Blue Fox        | Portland Winterhawks (WHL)           |
| 35 | Richard Nejezchleb (PS)  | Czechy      | Slavia Praga U20        | Brandon Wheat Kings (WHL)            |
| 36 | Nikołaj Gołdobin (LS)    | Rosja       | Russkie Witiazi Czechow | Sarnia Sting (OHL)                   |
| 37 | Władisław Łysienko (LO)  | Rosja       | Waterloo Black Hawks    | Sherbrooke Phoenix (QMJHL)           |
| 38 | Edgars Kulda (LS)        | Łotwa       | HK Juniors Rīga         | Edmonton Oil Kings (WHL)             |
| 40 | Ņikita Jevpalovs (PS)    | Łotwa       | HK Rīga                 | Blainville-Boisbriand Armada (QMJHL) |
| 43 | Nikita Kuczerow (PS)     | Rosja       | Krasnaja Armija Moskwa  | Quebec Remparts (QMJHL)              |
| 50 | Pawło Padakin (PS)       | Ukraina     | Fairbanks Ice Dogs      | Calgary Hitmen (WHL)                 |
| 58 | Nikołaj Prochorkin (LS)  | Rosja       | CSKA Moskwa             | London Knights (OHL)                 |
| 60 | Roberts Lipsbergs (LS)   | Łotwa       | HK Rīga                 | Seattle Thunderbirds (WHL)           |

### Runda 2
| #  | Zawodnik (pozycja)     | Pochodzenie | Klub macierzysty | Klub wybierający (liga)                |
| -- | ---------------------- | ----------- | ---------------- | -------------------------------------- |
| 69 | Andriej Wasilewski (B) | Rosja       | Tołpar Ufa       | Mississauga St. Michael’s Majors (OHL) |